# Hr.Ms. Pieter Florisz (1983)
De Hr.Ms. Pieter Florisz (F826) was een Nederlands fregat van de Kortenaerklasse. Het schip is het derde schip van de Nederlandse marine dat vernoemd is naar de 17e-eeuwse Nederlandse admiraal Pieter Florisse. Het schip is het tweede schip dat daadwerkelijk onder de naam Pieter Florisz dienst heeft gedaan, een ander schip van de Kortenaerklasse werd tijdens de bouw al verkocht aan Griekenland. De fregatten stonden ook bekend als S- of standaardfregatten.

## Griekse vlag
De Pieter Florisz werd na de uitdienstname net als de meeste fregatten van de Kortenaerklasse verkocht aan Griekenland. Voor de overdracht van de Pieter Florisz aan de Griekse marine is de Goalkeeper verwijderd. Bij de Griekse marine deed het schip, op 9 november 2002 in dienst genomen, dienst als HS Bouboulina (F463). Het schip is vernoemd naar Laskarina Bouboulina, een persoon uit de Griekse revolutie.  Na bijna elf jaar dienst te hebben gedaan onder Griekse vlag is het fregat op 18 februari 2013 uit dienst gesteld.